# Muangthong Training Ground
Der Muangthong Training Ground ist ein Fußballstadion im thailändischen Pak Kret in der Provinz Nonthaburi. Es ist das Trainingsgelände des Erstligisten Muangthong United. Es war 2018 die Heimspielstätte des Fußballvereins Bangkok FC. Die Anlage bietet 3000 Zuschauern Platz. 